# Sid Ramnarace
Sid Ramnarace (ur. w 1973 w Kanadzie) – urodzony w kanadzie amerykański projektant i konstruktor koncernu Ford. Zaprojektował m.in. najnowszą wersję Forda Mustanga (2005). Pracował także nad nowym projektem Ford Iosis. Aktualnie mieszka w Nowym Jorku.